# Owen Arthur
Owen Seymour Arthur (Bridgetown, 17 ottobre 1949 – Bridgetown, 27 luglio 2020) è stato un politico barbadiano.
Dal settembre 1994 al gennaio 2008 è stato Primo ministro di Barbados.
Dal 2010 al 2013 è stato capo dell'opposizione nel Paese.
Inoltre fu rappresentante del partito Barbados Labour Party (BLP), che guidò in prima persona dal 1994 al 2008, anno in cui perse le elezioni contro David Thompson.